# 2008 en science-fiction
| Années de la science-fiction : 2005 - 2006 - 2007 - 2008 - 2009 - 2010 - 2011    |
| Décennies de la science-fiction : 1970 - 1980 - 1990 - 2000 - 2010 - 2020 - 2030 |

L'année 2008 est marquée, en matière de science-fiction, par les événements suivants.

## Naissances et décès

### Décès
- date exacte inconnue : J. T. McIntosh, écrivain écossais, né en 1925.
- 19 mars : Arthur C. Clarke, écrivain britannique, mort à 90 ans.
- 9 juin : Algis Budrys, écrivain américain, mort à 77 ans.
- 4 juillet : Thomas M. Disch, écrivain américain, mort à 68 ans.
- 4 novembre : Michael Crichton, écrivain américain, mort à 66 ans.
- 14 octobre : Barrington J. Bayley, écrivain britannique, mort à 71 ans.

## Prix

### Prix Hugo
- Roman : Le Club des policiers yiddish (The Yiddish Policemen's Union) par Michael Chabon
- Roman court : Tous assis par terre (All Seated on the Ground) par Connie Willis
- Nouvelle longue : Le Marchand et la Porte de l'alchimiste (The Merchant and the Alchemist's Gate) par Ted Chiang
- Nouvelle courte : Ligne de marée (Tideline) par Elizabeth Bear
- Livre non-fictif ou apparenté : Brave New Words: The Oxford Dictionary of Science Fiction par Jeff Prucher
- Film : Stardust, le mystère de l'étoile, réalisé par Matthew Vaughn
- Série ou court-métrage : L'épisode Les Anges pleureurs de Doctor Who écrit par Steven Moffat et réalisé par Hettie Macdonald
- Éditeur de nouvelles : Gordon Van Gelder
- Éditeur de romans : David G. Hartwell
- Artiste professionnel : Stephan Martinière
- Magazine semi-professionnel : Locus, dirigé par Charles N. Brown, Kirsten Gong-Wong et Liza Groen Trombi
- Magazine amateur : File 770
- Écrivain amateur : John Scalzi
- Artiste amateur : Brad W. Foster
- Prix Campbell : Mary Robinette Kowal

### Prix Nebula
- Roman : Pouvoirs (Powers) par Ursula K. Le Guin
- Roman court : The Spacetime Pool par Catherine Asaro
- Nouvelle longue : Orgueil et Prométhée (Pride and Prometheus) par John Kessel
- Nouvelle courte : Trophy Wives par Nina Kiriki Hoffman
- Scénario : WALL-E (WALL-E), scénario de Andrew Stanton et Jim Reardon, histoire originale de Andrew Stanton et Peter Docter
- Prix Andre Norton : Flora’s Dare: How a Girl of Spirit Gambles All to Expand Her Vocabulary, Confront a Bouncing Boy Terror, and Try to Save Califa from a Shaky Doom (Despite Being Confined to Her Room) par Ysabeau S. Wilce
- Prix du service pour la SFWA : Victoria Strauss
- Prix Ray Bradbury : Joss Whedon
- Grand maître : Michael Moorcock
- Auteur émérite : Ardath Mayhar

### Prix Locus
- Roman de science-fiction : Le Club des policiers yiddish (The Yiddish Policemen's Union) par Michael Chabon
- Roman de fantasy : Monnayé (Making Money) par Terry Pratchett
- Roman pour jeunes adultes : Lombres (Un Lun Dun) par China Miéville
- Premier roman : Le Costume du mort (Heart-Shaped Box) par Joe Hill
- Roman court : After the Siege par Cory Doctorow
- Nouvelle longue : The Witch's Headstone par Neil Gaiman
- Nouvelle courte : A Small Room in Koboldtown par Michael Swanwick
- Recueil de nouvelles : The Winds of Marble Arch and Other Stories par Connie Willis
- Anthologie : The New Space Opera par Gardner Dozois et Jonathan Strahan, éds.
- Livre non-fictif : Breakfast in the Ruins par Barry N. Malzberg
- Livre d'art : The Arrival par Shaun Tan
- Éditeur : Ellen Datlow
- Magazine : The Magazine of Fantasy & Science Fiction
- Maison d'édition : Tor Books
- Artiste : Charles Vess

### Prix British Science Fiction
- Roman : The Night Sessions par Ken MacLeod
- Fiction courte : Expiration (Exhalation) par Ted Chiang

### Prix Arthur-C.-Clarke
- Lauréat : Black Man (Black Man) par Richard Morgan

### Prix Sidewise
- Format long : The Dragon's Nine Sons par Chris Roberson (en)
- Format court : Sacrifice par Mary Rosenblum

### Prix E. E. Smith Memorial
- Lauréat : Charles Stross

### Prix Theodore-Sturgeon
- Lauréat : Ligne de marée (Tideline) par Elizabeth Bear et Finisterra (Finistera) par David Moles (en) (ex æquo)

### Prix Lambda Literary
- Fiction spéculative : The Dust of Wonderland par Lee Thomas (en)

### Prix Seiun
- Roman japonais : Library Wars (Toshokan Sensō) par Hiro Arikawa

### Grand prix de l'Imaginaire
- Roman francophone : Bloodsilver par Wayne Barrow
- Nouvelle francophone : L'Immaculée Conception par Catherine Dufour

### Prix Kurd-Laßwitz
- Roman germanophone : En panne sèche (Ausgebrannt) par Andreas Eschbach

### Prix Curt-Siodmak
- Film de science-fiction : Le Prestige, film américain de Christopher Nolan
- Série de science-fiction : Battlestar Galactica
- Production allemande de science-fiction : non décerné

## Parutions littéraires

### Romans
- Le Nexus du docteur Erdmann par Nancy Kress.

## Sorties audiovisuelles

### Films
- WALL-E par Andrew Stanton.
- Aliens vs. Predator: Requiem par Greg et Colin Strause.
- Babylon A.D. par Mathieu Kassovitz.
- Cloverfield par Matt Reeves.
- Course à la mort par Paul W. S. Anderson.
- Dante 01 par Marc Caro.
- Sleep Dealer par Alex Rivera.
- Iron Man par Jon Favreau.
- La Possibilité d'une île par Michel Houellebecq.
- Le Jour où la Terre s'arrêta par Scott Derrickson.
- The Mutant Chronicles par Simon Hunter.
- X-Files : Régénération par Chris Carter.

### Téléfilms
- Chasseuse de tempêtes par George Mendeluk.
- La Menace Andromède par Mikael Salomon.
- Minutemen : Les Justiciers du temps par Lev L. Spiro (en).
- Stargate : Continuum{' par Martin Wood.
- Tempête de lave par Sean Dwyer.
- Voyage au centre de la Terre par Scott Wheeler et Davey Jones.

### Séries
- Doctor Who, saison 4.
- Stargate Atlantis, saison 5
- Futurama, saison 5 : La Grande Aventure de Bender et Le Monstre au milliard de tentacules.
- Star Wars: The Clone Wars, saison 1.

## 2008 dans la fiction
- Droit électoral, nouvelle d'Isaac Asimov parue en 1955, se déroule en 2008.